# Ducula mullerii
La dúcula acollarada o dúcula de collar negro (Ducula mullerii) es una especie de ave columbiforme de la familia Columbidae presente en Nueva Guinea, el norte de Australia y las islas Aru.
El nombre científico conmemora al naturalista alemán Salomon Müller.

## Subespecies
Se conocen dos subespecies de Ducula mullerii:
- Ducula mullerii aurantia
- Ducula mullerii mullerii